# Matthew Gotrel

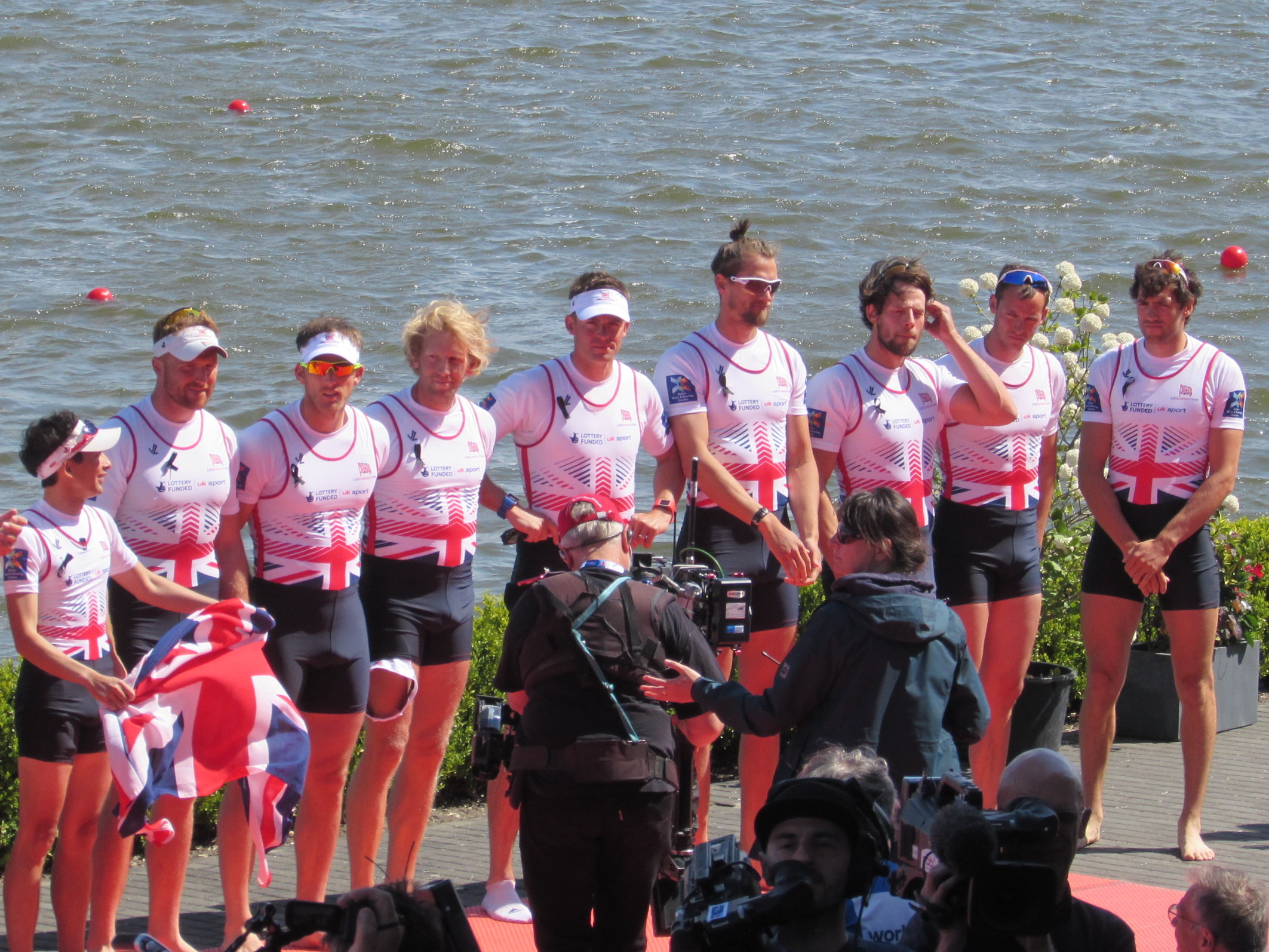
Matthew Gotrel (rechts) bei der Ruder-EM 2016

Matthew „Matt“ Gotrel, MBE (* 1. März 1989 in Chipping Campden) ist ein britischer Ruderer und Olympiasieger.

## Karriere
Gotrel trat international 2012 erstmals in Erscheinung, als er mit dem britischen Achter den fünften Platz bei den Europameisterschaften belegte, wobei das Boot gewissermaßen die B-Mannschaft zu dem bei den Olympischen Spielen 2012 eingesetzten Boot darstellte. 2013 trat Gotrel im Ruder-Weltcup im Achter an, gehörte aber nicht zur Crew bei den Weltmeisterschaften. Seine erste internationale Medaille gewann Gotrel dann bei den Europameisterschaften 2014, als der britische Achter die Bronzemedaille hinter dem deutschen und dem russischen Boot gewann. Bei den Weltmeisterschaften 2014 in Amsterdam siegte der britische Achter vor dem deutschen Boot. 2015 kam der Deutschland-Achter bei den Europameisterschaften vor dem britischen Boot ins Ziel, bei den Weltmeisterschaften auf dem Lac d’Aiguebelette gewann der britische Achter vor dem deutschen Boot. Zum Saisonauftakt 2016 belegte Gotrel mit dem britischen Achter hinter Deutschen und Russen den dritten Platz bei den Europameisterschaften in Brandenburg an der Havel. Im Finale der Olympischen Spiele 2016 gelang den Briten wie bei den drei Weltmeisterschaften seit 2013 ein Sieg vor dem Deutschland-Achter.
Der 1,95 Meter große Matthew Gotrel rudert für den Leander Club.